# Ferdinand von Schill
Ferdinand Baptista von Schill (Wilmsdorf, 6 januari 1776 – Stralsund, 31 mei 1809) was een Pruisische officier die rebelleerde tegen Frankrijk, dat op dat moment Pruisen domineerde.

## Levensloop

### Jeugd
Von Schill nam op 12 of 14-jarige leeftijd – de bronnen verschillen daarover – dienst bij de cavalerie van het Pruisische leger. Zijn vader had zelf in dienst van Oostenrijk een zekere mate van bekendheid verworven dankzij de successen die hij boekte in de Zevenjarige oorlog.

### Oorlog Pruisen en Frankrijk
Von Schill zelf raakte als tweede luitenant bij de dragonders gewond tijdens de Slag bij Auerstadt, waarin Pruisen vocht tegen het Frankrijk van Napoleon Bonaparte. Hij ontsnapte naar Kolberg, waar hij een bijdrage leverde aan de Pruisische overwinning tijdens het beleg van 1806-07. Als commandant van een Vrijkorps opereerde hij hoofdzakelijk achter de Franse linies. Na de Vrede van Tilsit werd hij bevorderd tot majoor en ontving de Pour le Mérite. Von Schill kreeg vervolgens de leiding over een regiment huzaren. Als gevolg van de Vrede van Tilsit verloor Pruisen grote delen van zijn grondgebied aan Rusland, Frankrijk, het nieuw gevormde hertogdom Warschau en het eveneens nieuwe koninkrijk Westfalen, dat onder gezag kwam van Napoleons broer Jérôme Bonaparte.

### Opstand
Von Schill was lid van de Tugendbund, een semi-geheim genootschap waar prominente Pruisische hervormers als Gerhard von Scharnhorst en August Neidhardt von Gneisenau lid van waren. Zij geloofden dat de tijd rijp was voor een opstand in het Koninkrijk Westfalen, dat gevormd was uit meerdere kleine Duitse staten. Von Schill ontwierp een plan dat het regime van Jérôme Bonaparte ten val zou brengen, waarna er met steun van Oostenrijk, Spanje en Groot-Brittannië een einde kon worden gemaakt aan de Franse dominantie over Pruisen.
Samen met zijn regiment verliet Von Schill in het voorjaar van 1809 Berlijn onder het voorwendsel van oefeningen. Hij trok eerst door Saksen en vervolgens naar het noordwesten van Westfalen. Onderweg sloten veel officieren en een compagnie lichte infanterie zich bij hem aan. Op 5 mei 1809 behaalde hij een kleine overwinning bij het stadje Dodendorf, waar hij in botsing kwam met het het garnizoen van de stad Maagdenburg. Daarbij werd hij geholpen door de slappe inzet van de Westfaalse troepen die tegen hem werden ingezet. Sommigen liepen zelf naar hem over. Het rebellenleger groeide daardoor aan tot meer dan tweeduizend man.

### Afloop

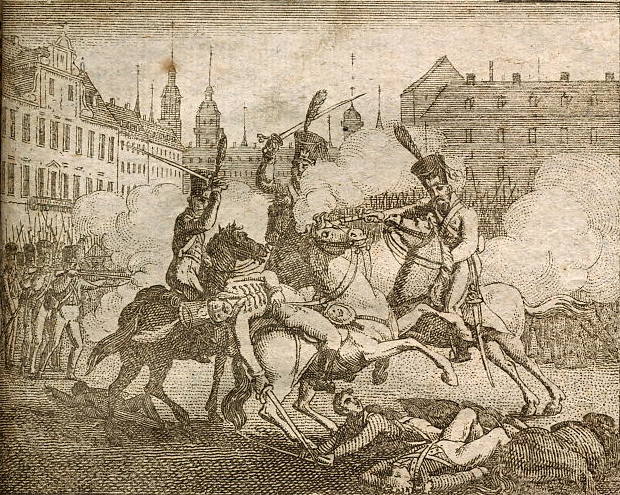
De dood van Schill in Stralsund

Minder succes had Von Schill tegen de Deense en Nederlandse soldaten die tegen hem werden ingezet en hem richting de Oostzee dreven. Bovendien veroordeelde de Pruisische koning Frederik Willem III de opstand, bang als hij was dat Pruisen onvoorbereid werd meegesleurd in een nieuwe oorlog tegen Frankrijk. Tegen het einde van mei 1809 was Von Schills troepenmacht ingesloten bij Stralsund, met tegenover zich een leger van achtduizend man.
Napoleons troepen gingen op 31 mei tot de aanval over. Von Schills sneuvelde zelf tijdens straatgevechten in Stralsund. Meer dan duizend opstandelingen ontsnapten naar Pruisen, waar de meesten werden veroordeeld en opgesloten, hoewel iedereen op termijn gratie kreeg. Kleinere groepjes ontsnapten naar Zweden en uiteindelijk naar Oostenrijk en Groot-Brittannië. De Fransen maakte 570 gevangen, waarvan de meerderheid naar de galeien werd gestuurd. Honderd rebellen werden naar Brunswick overgebracht, waar veertien van hen uiteindelijk werden geëxecuteerd.
Elf officieren van Von Schill kregen een showproces, waarbij zij allen ter dood werden veroordeeld. Een brievenschrijfcampagne geleid door de verloofde van een van de officieren en hun verzoek voor een Pruisisch vuurpeloton te mogen verschijnen, in plaats van te sterven door de "hand van de vijand" droegen bij aan de legendevorming rond de elf. Na hun dood werden zij ware martelaren en droegen op die manier bij aan het herstel van de Pruisische onafhankelijkheid in 1813.
Het hoofd van Von Schill werd aan Jérôme Bonaparte cadeau gedaan die het op zijn beurt aan een Nederlandse arts schonk die rariteiten verzamelde. Het bleef tot 1837 bij de Universiteit van Leiden. Het hoofd bleef daar tot het aan een groep Duitse patriotten werd overgedragen die het begroeven bij een monument ter ere van Von Schill in Brunswick.

## Nasleep
In de decennia na zijn dood groeide Von Schills bekendheid snel. Hij verwierf de reputatie van een Duits held. Menig boek werd over hem geschreven en toneelstuk aan hem gewijd. Een dozijn Duitse films gaat over hem en in een groot aantal steden werden monumenten gebouwd ter ere van Von Schill en zijn metgezellen. Onder zijn bewonderaars was de latere Nederlandse koning Willem II, die het grootste deel van zijn jeugd in Pruisen woonde.
- Bibliothèque nationale de France: cb16210108k (data)
- Gemeinsame Normdatei: 11860760X
- International Standard Name Identifier: 0000 0000 2447 2900
- Library of Congress Control Number: n85242397
- Nationale Bibliotheek van Israël: 987007275692005171
- Nationale Bibliotheek van Polen: a0000002911816
- Nederlandse Thesaurus van Auteursnamen: 166581410
- Système universitaire de documentation: 146522532
- Virtual International Authority File: 22934401